# NGC 4314
NGC 4314 (również PGC 40097 lub UGC 7443) – galaktyka spiralna z poprzeczką (SBa), znajdująca się w gwiazdozbiorze Warkocza Bereniki. Odkrył ją William Herschel 13 marca 1785 roku. Jest to galaktyka z aktywnym jądrem typu LINER.

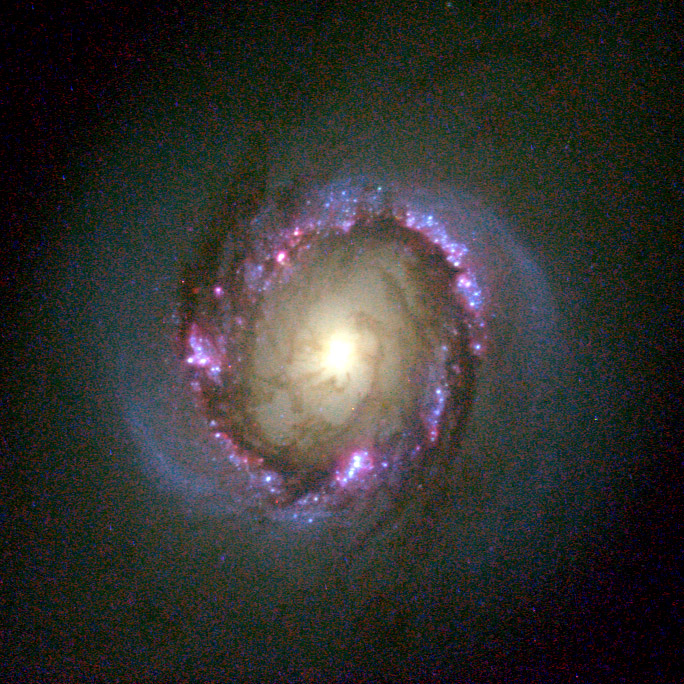
Obraz jądra galaktyki NGC 4314 wykonany przez Kosmiczny Teleskop Hubble’a